# Yossi Azulay
Yossi Azulay, född december 1977 i Gilo (Östra Jerusalem), är en israelisk popsångare som sjunger rytmisk och melodisk medelhavspop.
Hans första framgång kom från en duett tillsammans artisten Shlomi Shabath. 2003 släppte han sin första skiva, det självbetitlade albumet "Yossi Azulay" för att sedan två år, 2005, senare släppa albumet Yom echad itach, (sv: En dag med dig). Albumet Tfilot, (sv: Böner) kom ut 2008 och följdes 2011 upp med Böner 2.
Yossi Azulay avtjänade sin värnplikt i den israeliska armén i en underhållningsgrupp som åkte omkring och spelade för soldaterna. Efter det har han turnerat i Israel tillsammans med flera artister och arbetat med studioprojekt.